# Ononis costae
Ononis costae — вид рослин з родини бобові (Fabaceae), ендемік Мадейри. Ресурс «The Plant List» надав таксону статус «невирішена назва».

## Поширення
Ендемік Мадейри.